# راجیم
راجیم (به انگلیسی: Rajim) یک شهرک در هند است که در بخش گاریابند واقع شده‌است. راجیم ۱۴٬۰۹۰ نفر جمعیت دارد و ۲۸۱ متر بالاتر از سطح دریا واقع شده‌است.